# Клафлин, Сэм
Сэ́мюэл Джо́рдж (Сэм) Кла́флин (англ. Samuel George "Sam" Claflin, род. 27 июня 1986, Ипсуич) — английский актёр, ставший известным после роли Филиппа Свифта в фильме «Пираты Карибского моря: На странных берегах». Он сыграл Финника Одэйра в фильме «Голодные игры: И вспыхнет пламя»,  Алекса Стюарта в фильме «С любовью, Рози», а также Уильяма Трейнора в фильме «До встречи с тобой».

## Биография
Сэмюэль Джордж Клафлин родился 27 июня 1986 года в городе Ипсуич, графства Саффолк, Великобритания. Его отец — финансовый менеджер, а мать работает учителем. У него есть 2 старших брата: Бен и Дэниел, и один младший, Джозеф (Джо) Клафлин (родился в 1989 году), который также стал актёром.
Когда Сэм был ещё ребёнком, он интересовался футболом. Он занимался им всё детство, пока не получил серьёзную травму лодыжки, из-за которой в дальнейшем не смог практиковаться в профессиональном футболе. Когда Клафлин учился в средней школе, он произвёл впечатление на своего учителя, пока выступал в школьном спектакле, после чего начал ходить на дополнительные курсы актёрского мастерства, а позже поступил в Лондонскую академию музыки и драматического искусства, которую окончил в 2009 году.
Клафлин известен своими работами в телефильмах и сериалах. Он появился в телесериалах «Столпы Земли» и «Сердце всякого человека». В 2010 году вышел фантастический фильм «Потерянное будущее» с его участием. Всемирную известность актёру принесла роль Филиппа в фильме «Пираты Карибского моря: На странных берегах». Он исполнил роль Алекса Стюарта из экранизации книги Сесилии Ахерн «С любовью, Рози» 2014 года, а также роль Финника Одэйра из экранизации трилогии Сьюзен Коллинз «Голодные игры» в 2013—2015 годах. В 2015 году снялся в романтической драме «До встречи с тобой» по книге Джоджо Мойес в роли Уилла Трейнора, богатого молодого человека, наслаждающегося жизнью до момента, как в результате несчастного случая его парализовало.
28 июня 2018 года в российский прокат вышел фильм-катастрофа Балтазара Кормакура «Во власти стихии», в котором Сэм исполнил главную мужскую роль. Картина основана на реальных событиях, произошедших в 1983 году, когда американка Тами Олдхэм-Эшкрафт и британец Ричард Шарп решили перегнать яхту из Таити в Калифорнию, и их настиг сокрушительный ураган «Рэймонд» — один из самых мощных в истории. Книгу «Во власти стихии», написанную участницей произошедших событий, Тами, в России выпускает издательство «Азбука».
В 2019 году актера можно было увидеть в двух проектах: «Ангелы Чарли» и «Коррупционер». В 2020 на Netflix вышел детектив «Энола Холмс» при участии Клафлина. Он исполнил в фильме роль Майкрофта Холмса. В том же году вышел психологический триллер «Он тебя не отпустит», в котором Клафлин сыграл Джеймса. 
Осенью 2021 года состоялась премьера фильма Эдгара Райта «Прошлой ночью в Сохо», в котором Сэм исполнил роль Линдси в молодости. В конце января 2022 года в российский прокат выйдет романтическая комедия «Любовь как бестселлер» с Сэмом в главной роли. Фильм рассказывает о писателе, который узнаёт, что его книга провалилась во всём мире, но стала бестселлером в Мексике. Как же так вышло?.

## Личная жизнь
30 июля 2013 года Сэм Клафлин женился на актрисе Лоре Хэддок, с которой встречался около двух лет до свадьбы. У супругов есть двое детей — сын Пип (род. 10 декабря 2015) и дочь Марго (род. в начале февраля 2018). 19 августа 2019 года пара объявила о расставании.

## Фильмография
| Год  |    | Русское название                            | Оригинальное название                       | Роль                      |
| ---- | -- | ------------------------------------------- | ------------------------------------------- | ------------------------- |
| 2010 | с  | Столпы Земли                                | The Pillars of the Earth                    | Ричард                    |
| 2010 | тф | Потерянное будущее                          | The Lost Future                             | Калеб                     |
| 2010 | с  | Сердце всякого человека                     | Any Human Heart                             | молодой Логан Маунтстюарт |
| 2011 | тф | Юнайтед                                     | United                                      | Дункан Эдвардс            |
| 2011 | ф  | Пираты Карибского моря: На странных берегах | Pirates of the Caribbean: On Stranger Tides | Филипп Свифт              |
| 2012 | ф  | Белоснежка и охотник                        | Snow White and the Huntsman                 | Уильям                    |
| 2012 | с  | Белая жара                                  | White Heat                                  | Джек                      |
| 2013 | тф | Мэри и Марта                                | Mary & Martha                               | Бэн                       |
| 2013 | ф  | Голодные игры: И вспыхнет пламя             | The Hunger Games: Catching Fire             | Финник Одэйр              |
| 2014 | ф  | С любовью, Рози                             | Love, Rosie                                 | Алекс Стюарт              |
| 2014 | ф  | Эксперимент: Зло                            | The Quiet Ones                              | Брайан Макнил             |
| 2014 | ф  | Голодные игры: Сойка-пересмешница. Часть 1  | The Hunger Games: Mockingjay – Part 1       | Финник Одэйр              |
| 2014 | ф  | Клуб бунтарей                               | The Riot Club                               | Алистер Райл              |
| 2015 | ф  | Голодные игры: Сойка-пересмешница. Часть 2  | The Hunger Games: Mockingjay – Part 2       | Финник Одэйр              |
| 2016 | ф  | Белоснежка и охотник 2                      | The Huntsman: Winter's War                  | Уильям                    |
| 2016 | ф  | До встречи с тобой                          | Me Before You                               | Уильям Трейнор            |
| 2016 | ф  | Их звёздный час                             | Their Finest                                | Том Бакли                 |
| 2017 | ф  | Моя кузина Рэйчел                           | My cousin Rachel                            | Филипп Эшли               |
| 2017 | ф  | Конец пути                                  | Journey's End                               | Стэнхоуп                  |
| 2018 | ф  | Во власти стихии                            | Adrift                                      | Ричард Шарп               |
| 2019 | ф  | Ангелы Чарли                                | Charlie's Angels                            | Александэр Брок           |
| 2018 | ф  | Соловей                                     | The Nightingale                             | Хокинс                    |
| 2019 | с  | Острые козырьки                             | Peaky Blinders                              | Освальд Мосли             |
| 2019 | ф  | Коррупционер                                | Corrupted                                   | Лиам                      |
| 2020 | ф  | Любовь. Свадьба. Повтор                     | Love. Wedding. Repeat                       | Джек                      |
| 2020 | ф  | Энола Холмс                                 | Enola Holmes                                | Майкрофт Холмс            |
| 2020 | ф  | Он тебя не отпустит                         | Every Breath You Take                       | Джеймс/Эрик               |
| 2021 | ф  | Прошлой ночью в Сохо                        | Last Night in Soho                          | Линдси                    |
| 2022 | ф  | Любовь как бестселлер                       | Book of Love                                | Генри Купер               |
| 2023 | с  | Дейзи Джонс и The Six                       | Daisy Jones & The Six                       | Билли Данн                |
| 2024 | с  | Граф Монте-Кристо                           | Le Comte de Monte-Cristo                    | Эдмон Дантес              |
|      | с  | Ичезнувший                                  | Vanished                                    |                           |